# Der Winzer
Die Fachzeitschrift Der Winzer ist ein seit 1945 bestehendes Mitteilungsblatt des Weinbauverbandes Österreich. Das monatlich in Wien erscheinende Fachblatt erreicht eine Auflage von mehr als 13.000 Exemplaren und wird großteils in Österreich, aber auch in Deutschland, der Schweiz, Italien sowie vereinzelt weltweit vertrieben. Inhaltlich widmet sich DER WINZER den Themenfeldern Weinbau, Kellertechnik, Marketing, Betriebs- und Weinwirtschaft. Die Themen sind jahreszeitlich abgestimmt, um den Weinproduzenten die Möglichkeit zu geben, neue Techniken und aktuelles Wissen rechtzeitig umzusetzen. Nach eigenen Angaben des Verlages hat das Magazin unter den Flaschenfüllern einen Marktanteil von mehr als 90 % und gilt als das größte deutschsprachige Fachmagazin über Weinbau.

## Geschichte
Am 30. September 1884 konstituierte sich ein Proponentenkomitee zur Gründung des „Vereines zum Schutze des österreichischen Weinbaues“ (später „Bundesverband der Weinbautreibenden Österreichs“ ab 1935 und heute „Weinbauverband Österreich“). 1994 schrieben der damalige Herausgeber Wolfgang Brandstetter und der Chefredakteur Hans Weiß folgendes: Ende des 19. und in der ersten Hälfte des 20. Jahrhunderts standen die Weinhauer hilflos vor wirtschaftlichen und politischen Problemen. Es war oberstes Gebot des Verbandes schon sehr früh die Gründung von Weinbauschulen zu unterstützen und später den Kontakt zu den Mitgliedern, durch die Gründung einer Fachzeitschrift zu verbessern, nur dann ist der Verband schlagkräftig. So wurde festgelegt, dass die Mitteilungen des Vereines zum Schutze des österreichischen Weinbaues zumindest vierteljährlich unentgeltlich für seine Mitglieder erscheinen sollten. Bedeutende Chefredakteure waren unter anderem Hermann Goethe und Ferdinand Reckendorfer. Der Zusammenbruch der k. u. k. Monarchie im Jahre 1918 hatte auch Konsequenzen in der Weinbauvertretung. Nachdem aufgrund der neuen Verfassung der Weinbau Landessache wurde und parallel in der Folge die Landwirtschaftskammern gegründet wurden, erfolgte auch eine Umorganisation. So wurde 1923 der Landesweinbauverband Burgenland und 1924 der Landesweinbauverband Niederösterreich gegründet. Wichtige organisatorische Mitteilungen, aber auch die Fachberatung, wurde in der Zwischenkriegszeit speziell über die Zeitschrift „Die Landwirtschaft“ durchgeführt. Nach Ende des Zweiten Weltkrieges bemühten sich Funktionäre des damaligen Weinbaues, ein Fachblatt für den österreichischen Weinbau herauszubringen. Maßgeblich war daran Bundesrat Leopold Breinschmied beteiligt, der einige Jahre auch die Redaktion führte. Nach der Reorganisation der Landesweinbauverbände Burgenland, Steiermark und Wien zu Beginn der 1970er Jahre wurde der „WINZER“ das offizielle Mitteilungsblatt des Bundesverbandes der Weinbautreibenden Österreichs (jetzt Weinbauverband Österreich), das seither allen Mitgliedern und Abonnenten monatlich zugeschickt wird. Alle Abonnenten haben zudem uneingeschränkten Zugriff auf das fachspezifische Webportal und können auf Wunsch den digitalen Newsletter bestellen. Die Website des Magazins ermöglicht unter anderem eine gezielte Archivsuche.

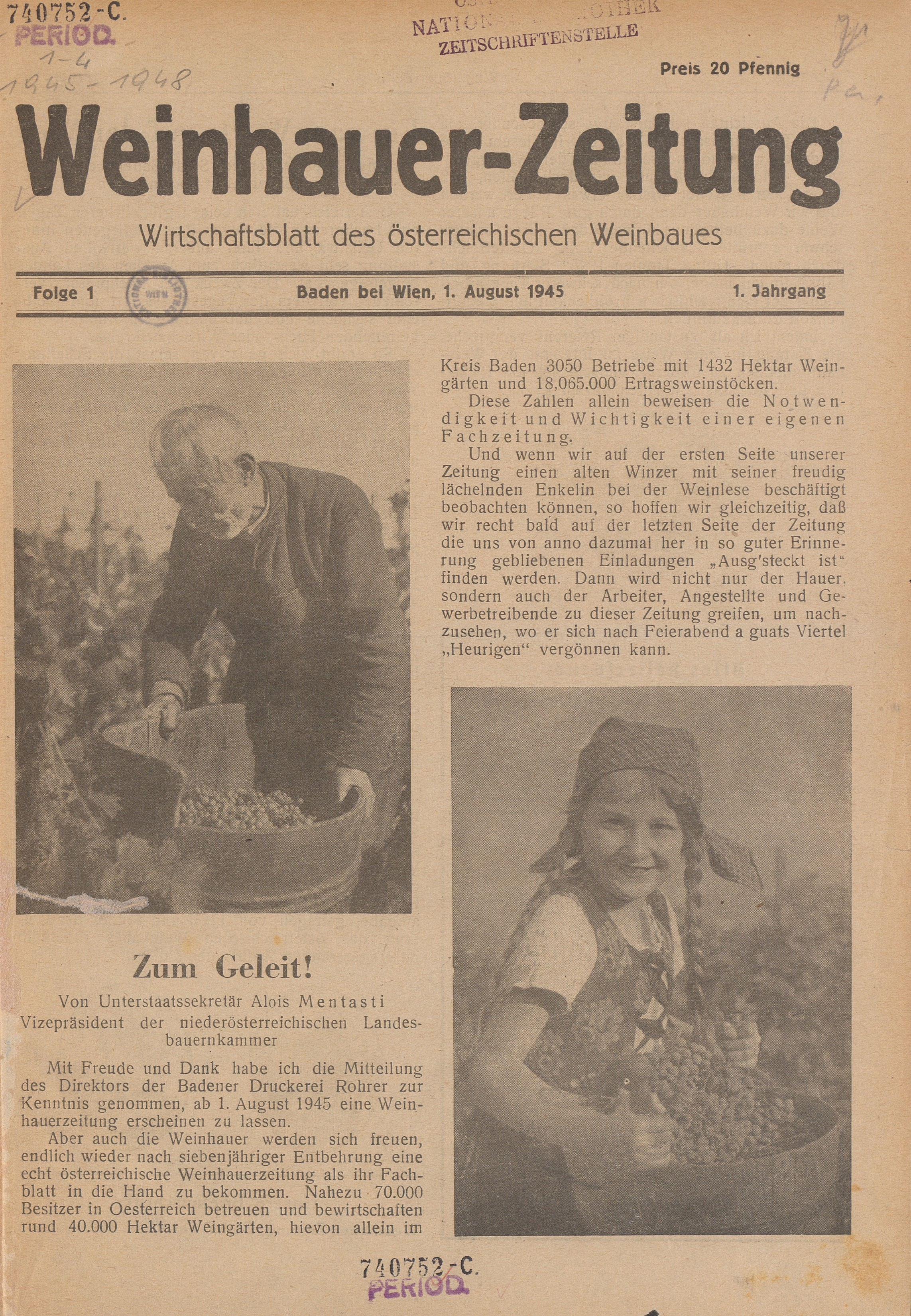
Der Winzer Nr. 1/1945, damals noch als Weinhauer Zeitung tituliert
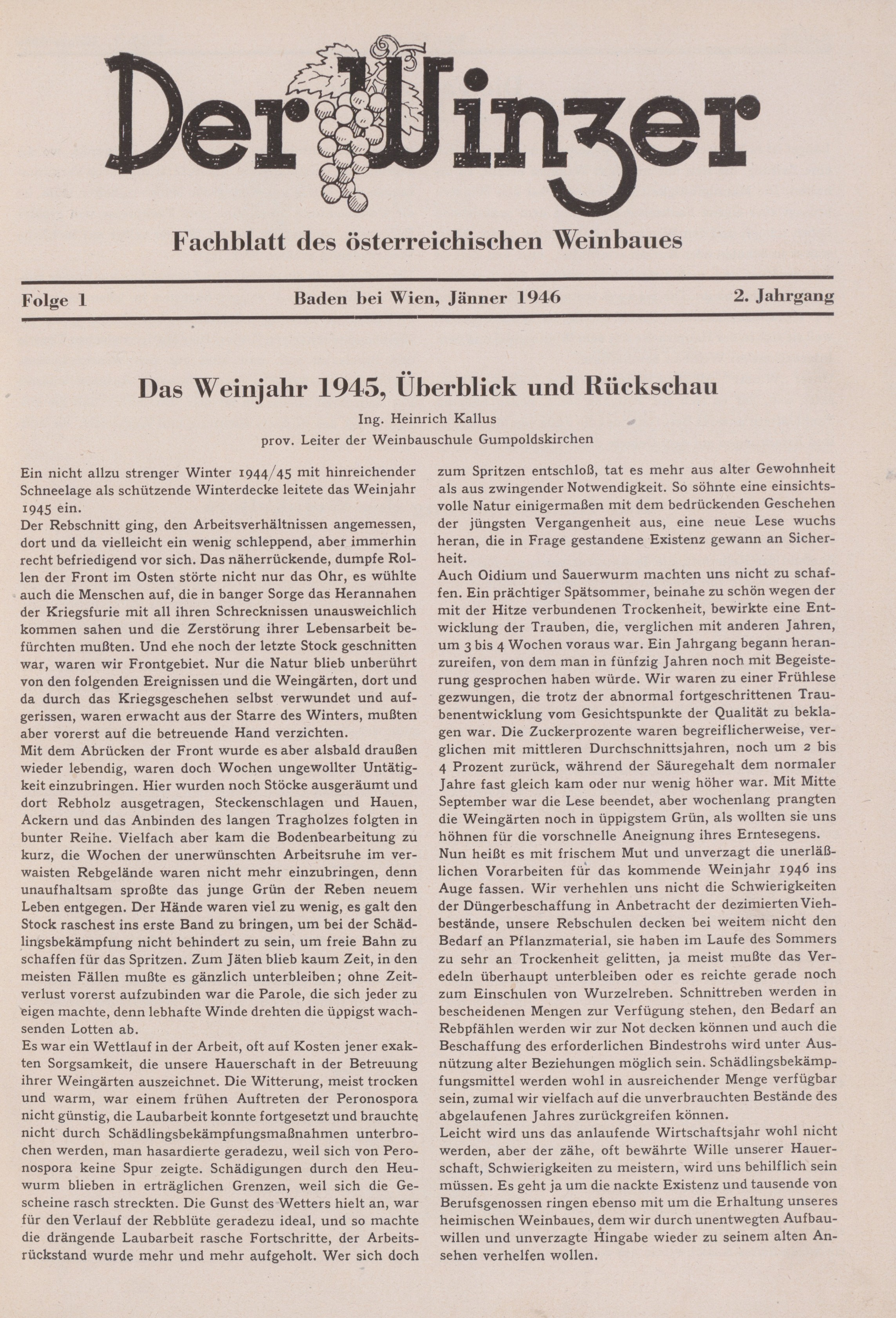
Der Winzer 1/1946
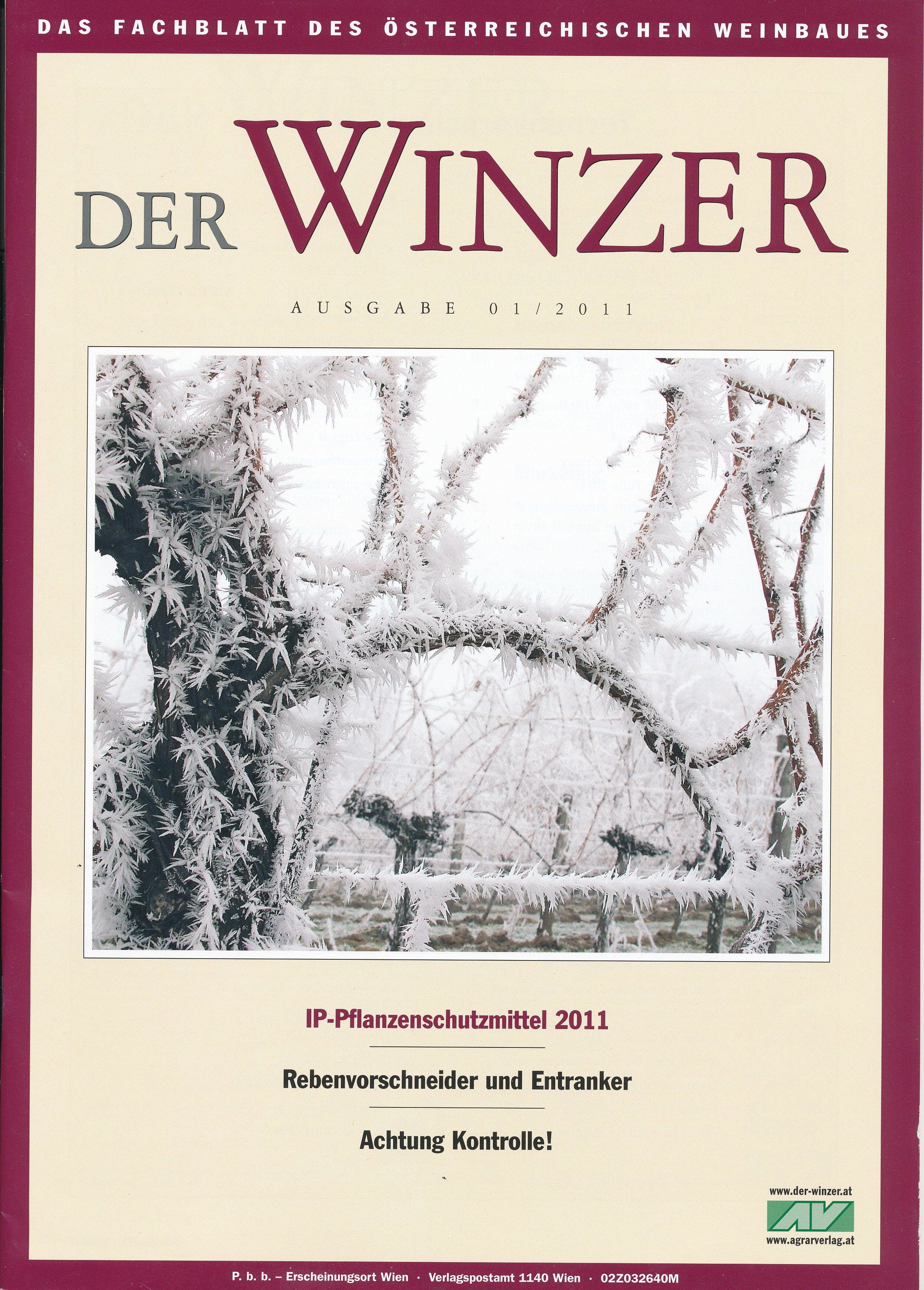
Der Winzer Nr. 1/2011

## Redakteure
- Leopold Breinschmied 1945–1951
- Hans Schratt 1951–1972
- Hans Weiß 1972–1995
- Josef Glatt ab 1995

## Leser
Zielgruppe sind Haupt- und Nebenerwerbswinzer, Mitglieder des Berufsverbandes, Fachkreise im In- und Ausland, Körperschaften und Institutionen, Weinakademiker, Weinliebhaber und -händler. Nach eigenen Angaben sind die Leser zu 93 % aktive Weinhauer.

## Verbreitung
Laut Angaben des Verlages werden 60 % der Zeitschrift in Niederösterreich, 24 % im Burgenland, 11 % in der Steiermark, 3 % in Wien und 2 % in die restlichen Bundesländer und in das Ausland versendet.